# Вахрушев (селище міського типу)
Вахрушев (рос. Вахрушев) — смт у Поронайському міському окрузі Сахалінської області Російської Федерації.
Населення становить 1722 особи (2019).

## Історія
З 1905 по 3 вересня 1945 року у складі губернаторства Карафуто Японії, відтак у складі Поронайського міського округу Сахалінської області.

## Населення
| 1959  | 1970  | 1979  | 1989  | 2002  | 2009  | 2010  |
| ----- | ----- | ----- | ----- | ----- | ----- | ----- |
| 8377  | ↘5373 | ↘4595 | ↘4351 | ↘3064 | ↘2625 | ↘2245 |
| 2011  | 2012  | 2013  | 2014  | 2015  | 2016  | 2017  |
| ↘2221 | ↘2140 | ↘2060 | ↘1986 | ↘1922 | ↘1892 | ↘1805 |
| 2018  | 2019  |       |       |       |       |       |
| ↘1751 | ↘1722 |       |       |       |       |       |